# Grupo (matemática)

Las posibles manipulaciones del Cubo de Rubik forman un grupo.

En álgebra abstracta, un grupo es una estructura algebraica formada por un conjunto no vacío dotado de una operación interna que combina cualquier par de elementos para componer un tercero dentro del mismo conjunto, y que satisface las propiedades asociativa, de existencia del elemento neutro (también llamado identidad), y de existencia de elementos inversos (en ocasiones llamados simétricos).
La aparición de los grupos en diversas áreas del conocimiento (tanto dentro como fuera de las matemáticas) los convierte en un principio central en torno al cual se perfilan y se establecen las matemáticas contemporáneas, con aplicación inmediata en otras áreas científicas.

## Definición y motivación del concepto

### Primer ejemplo: el grupo aditivo de los enteros
Uno de los grupos mejor conocidos es el de la suma de los números enteros, denotados por {\displaystyle \mathbb {Z} }. El conjunto de los enteros está formado por los números naturales, sus negativos y el cero. Contiene por tanto a todos los números reales que no tienen parte decimal. Comúnmente se describe como
{\displaystyle \mathbb {Z} =\{...,-3,-2,-1,\,0,\,1,\,2,\,3,...\}.}
Las propiedades de esta operación aritmética ayudarán a ilustrar el concepto de grupo:
- La suma de dos números enteros es a su vez un número entero: si ninguno de los números tiene parte decimal, su suma tampoco la tiene. A esta propiedad se la denomina clausura algebraica, y se dice que el conjunto de los enteros es cerrado bajo la suma.
- Se puede prescindir de los paréntesis para indicar la precedencia de las operaciones: aunque la suma se define para cada dos números, no hay ambigüedad en la expresión {\displaystyle a+b+c}, porque el resultado de las operaciones {\displaystyle (a+b)+c} es el mismo que el de {\displaystyle a+(b+c)}. Por tanto, la suma de números enteros verifica la propiedad asociativa.
- Existe un número especial y único, el cero, que sumado a cualquier otro no altera su valor: {\displaystyle a+0=a}, sea cual sea {\displaystyle a}.
- Para cada entero {\displaystyle a}, su opuesto {\displaystyle -a} es a su vez entero y tal que {\displaystyle a+(-a)=0.}

Estas cuatro propiedades también se verifican para una gran variedad de operaciones, no necesariamente numéricas, lo cual da pie a definir un concepto abstracto —el de grupo— en el que se engloben todas ellas. Esa definición, basada en axiomas, permite desarrollar una teoría abstracta —la teoría de grupos—, cuyos resultados son aplicables a todos los grupos independientemente de su formalización concreta, pues los resultados se derivan únicamente de la estructura algebraica común a todos ellos.
En el caso de la suma de enteros, el orden de los sumandos no es importante, ya que para cualesquiera {\displaystyle a} y {\displaystyle b}, se cumple que {\displaystyle a+b=b+a.} Esta es la propiedad conmutativa, que sin embargo no se asume como cierta en general para todos los grupos, por lo que en teoría de grupos se presta especial atención al orden de los operandos.

### Definición axiomática
Sean {\displaystyle G} un conjunto no vacío, y {\displaystyle \circledast } una operación binaria definida en {\displaystyle G}. Se dice que el par {\displaystyle (G,\,\circledast )} es un grupo si se cumplen las siguientes condiciones (llamadas axiomas de grupo):
1. La operación binaria {\displaystyle \circledast } es una operación interna, es decir, toma dos elementos del conjunto {\displaystyle G} para obtener un tercero también en {\displaystyle G}. En consecuencia, es una función 
 {\displaystyle \quad \quad \circledast :G\times G\to G}.
2. La operación {\displaystyle \circledast } verifica la propiedad asociativa: dados tres elementos cualesquiera de {\displaystyle g,h,k\in G}, se cumple que 
 {\displaystyle \quad \quad (g\circledast h)\circledast k=g\circledast (h\circledast k)}
3. {\displaystyle G} contiene un elemento distinguido llamado elemento neutro o  identidad,[6] denotado usualmente como {\displaystyle e}, con la siguiente propiedad: para cualquier {\displaystyle g\in G} 
 {\displaystyle \quad \quad e\circledast g=g\circledast e=g.}
4. Todo elemento {\displaystyle g\in G} tiene un elemento simétrico o inverso en el mismo {\displaystyle G}, que se denota por {\displaystyle g^{-1}}, con la propiedad de que  
 {\displaystyle \quad \quad g\circledast g^{-1}=g^{-1}\circledast g=e.}

A veces, para simplificar el discurso se dice {\displaystyle G} es un grupo cuando deseamos indicar que {\displaystyle (G,\,\circledast )} es un grupo.
Un grupo {\displaystyle G} se denomina abeliano (o conmutativo) si además se satisface la propiedad conmutativa
{\displaystyle \forall g,h\in G:\ g\circledast h=h\circledast g,}
la cual, sin embargo, no es un requisito imprescindible: existen grupos no abelianos.

### Estructuras algebraicas asociadas

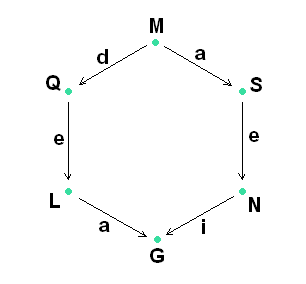
Construcción por adición progresiva de los axiomas grupo: a (asociatividad), d (divisibilidad), e (existencia del neutro) e i (existencia de inversos). Las estructuras resultantes son M (magma), Q (cuasigrupo), S (semigrupo), L (bucle), N (monoide) y G (grupo).

En álgebra abstracta se estudian estructuras algebraicas alternativas del tipo {\displaystyle (E,\circledast )}, siendo {\displaystyle E} un conjunto no nulo y {\displaystyle \circledast } una operación binaria interna, que puede ser total (definida para todo par de elementos) o no. La mayoría de ellas se definen por los axiomas de grupo que verifican.
La más básica de todas es el magma: un par {\displaystyle (E,\circledast )} es un magma si la operación binaria {\displaystyle \circledast } es total, y por tanto satisface el primer axioma de grupo. Un magma cuya operación {\displaystyle \circledast } sea asociativa se denomina semigrupo. En consecuencia, un semigrupo satisface los dos primeros axiomas de grupo. Si verifica también el tercero (existencia del neutro) entonces es un monoide. Las definiciones anteriores no son excluyentes: un grupo satisface todos los axiomas, y por tanto, todo grupo es un magma, un semigrupo y un monoide.
Nótese que para poder hablar de elementos inversos es preciso que exista el elemento identidad. No obstante, en ausencia de un elemento neutro se puede definir el concepto de división: dados a y b se dice que b es divisible por a si existen elementos x e y, únicos tales que
{\displaystyle a\circledast x=b\quad ,\quad y\circledast a=b}.
En tal caso se define la división por la izquierda como {\displaystyle x=a\setminus b} y la división por la derecha como {\displaystyle y=b/a}. Un magma con división (entre cualquier pareja de elementos) se denomina cuasigrupo. Si además tiene un elemento identidad, se convierte en un bucle. Un bucle asociativo es, por tanto, un grupo.
En el caso de que la operación {\displaystyle \circledast } no sea total, la estructura más sencilla es el semigrupoide, que solo cumple la asociatividad. Si además tiene identidad, se convierte en una categoría pequeña. Finalmente, una categoría pequeña con divisibilidad se denomina grupoide. Este tipo de estructuras se estudian en el ámbito de la teoría de categorías.

## Reseña histórica y situación actual de la investigación sobre teoría de grupos
El concepto de un grupo surgió del estudio de ecuaciones algebraicas en una incógnita, comenzando con Évariste Galois durante los años 1830. Después de contribuciones desde otros campos como la teoría de números y la geometría, la noción de grupo se generalizó y se estableció firmemente alrededor de 1870. 
La definición de grupo {\displaystyle (G,*)} usando: la asociatividad, la existencia de elemento neutro, de elemento inverso y la noción de operación binaria, fue formulada por F. G. Frobenius, por primera vez en 1887, advirtiendo que los teoremas que los demostraba dependían únicamente de los axiomas propuestos y sin tener que acudir al aparato de los grupos de permutaciones, que empleaban sus antecesores Cauchy, Jordan y Sylow.
Los grupos conmutativos son los que, además verifican la propiedad conmutativa, son habitualmente denominados como grupos abelianos en honor al matemático danés Niels Henrik Abel que en su importantísima aportación, demostró la irresolución de la quíntica mediante radicales en 1846 a partir de Ruffini en lo que se denomina teorema de Abel-Ruffini y debido al uso reiterado de grupos conmutativos en sus investigaciones. Posteriormente Évariste Galois probó con sus nuevas teorías que la irresolución del grupo {\displaystyle S_{5}} implicaría la demostración fehaciente de lo que Abel descubrió sobre la irresolubilidad de la ecuación de quinto grado mediante el uso de radicales.
Debido a que los primeros grupos estudiados en la historia fueron los multiplicativos, su nomenclatura y notación se llegó a utilizar de forma extendida en la generalización de las definiciones axiomáticas y abstractas en teoría de grupos; aunque es necesariamente recomendable, utilizar la notación y nomenclatura propias del álgebra abstracta.
La moderna teoría de grupos (una disciplina matemática muy activa) estudia los grupos en sí. Con el fin de explorar los grupos, los matemáticos han ideado diversas nociones con tal de dividir grupos en subsistemas más pequeños, más comprensibles, como subgrupos, grupos cociente y grupos simples. Además de sus propiedades abstractas, los teóricos de los grupos también estudian las maneras en que un grupo se puede expresar en forma concreta (sus representaciones de grupo), tanto desde un punto de vista teórico como de un punto de vista computacional. Una teoría especialmente rica fue desarrollada para grupos finitos y culminó con la clasificación de los grupos simples finitos completada en 1983. Asimismo, desde mediados de 1980, la teoría de grupos geométricos, que estudia los grupos de generación finita como objetos geométricos, se ha convertido en un área particularmente activa en la amplia teoría de grupos.
La importancia crucial de la teoría de grupos tanto en física como en matemática radica en que los isomorfismos de cualquier estructura, de cualquier teoría, forman siempre un grupo y que, en los casos más importantes, los grupos están clasificados: se conocen listas que agotan todos los que hay. La clasificación de los grupos de Lie, llevada a cabo esencialmente por Élie Cartan, es un punto culminante de la matemática europea, solo comparable a la construcción de los 5 poliedros regulares realizada por la matemática griega. Al igual que esta última es la determinación de todas las figuras geométricas simétricas posibles, la clasificación de grupos es la determinación de todas las posibles simetrías de cualquier estructura. Así, podemos conocer a priori los grupos de automorfismos de cualquier teoría geométrica. Además, de acuerdo con el Programa de Erlangen de Felix Klein, este grupo de automorfismos reconstruye la correspondiente teoría geométrica.
Algo parecido sucede en física, donde se ha descubierto que el grupo de simetrías del lagrangiano de un sistema determina propiedades fundamentales asociadas a las partículas elementales de dicho sistema. La clasificación de grupos de Lie proporciona la lista de los posibles grupos existentes de simetrías infinitesimales, válidos para eventuales y futuros modelos científicos.

## La teoría de grupos y el estudio de simetrías: campo de aplicaciones
La teoría de grupos comparte un parentesco fundamental con la noción de simetría. Un grupo de simetría codifica las características de simetría de un objeto geométrico: consiste en el conjunto de transformaciones que dejan invariante el objeto y la operación de combinar dos de estas transformaciones. 
1. Tales grupos de simetría y en especialmente los grupos de Lie diferenciables, tienen un papel importante en topología y otras ramas de la matemática como los grupos matriciales y operadores.
2. En física son utilizados para entender las leyes físicas fundamentales en las que se basa la relatividad, también se utilizan en campos de la física muy diversos como la física de partículas, teoría de campos, física cuántica e incluso los nuevos campos de la física actual como las teorías unificadoras (teoría M y teoría de cuerdas) entre otras muchas aplicaciones.
3. En química los estudios relacionados con la teoría de enlace, simetría molecular, simetría atómica e incluso radiactividad.
4. En geología y más concretamente en cristalografía.

### Segundo ejemplo: un grupo de simetría
Las simetrías (es decir, las rotaciones y las reflexiones) de un cuadrado forman un grupo llamado diédrico, y se expresa como {\displaystyle D_{4}}. Un cuadrado tiene ocho simetrías. Estas son:
| id (se mantiene tal y como está) | r1 (rotación de 90° a la derecha) | r2 (rotación de 180° a la derecha) | r3 (rotación de 270° a la derecha) |
| fv (vuelta vertical) | fh (vuelta horizontal)            | fd (vuelta diagonal)               | fc (vuelta contra diagonal)        |
| Los elementos del grupo de simetría del cuadrado ({\displaystyle D_{4}}). Los vértices se pintan y se numeran al objeto de poder visualizar las operaciones. |                                   |                                    |                                    |

- La operación identidad que lo deja todo como estaba, se expresa como {\displaystyle {\text{id}}.}
- Rotaciones del cuadrado de 90°, 180 ° y 270 ° a la derecha, expresadas con r1, r2 y r3, respectivamente.
- Reflexiones respecto a los ejes vertical y horizontal (fv y fh), o respecto de las dos diagonales (fd y fc)

## Notación y nomenclatura en teoría de grupos

### Axiomática de grupos
El par (G,{\displaystyle \circledast }) representa a un conjunto, no necesariamente numérico, al que denotamos con G (de grupo) y una operación binaria interna {\displaystyle \circledast }, que no tiene por qué ser una operación aritmética al uso.
- Se pueden utilizar otras letras mayúsculas para representar a los conjuntos que son grupos, en general, se prefiere el uso de las letras A hasta G inclusive, excepto C (complejos), siendo la primera opción G. 
  - En el caso de subgrupos, la primera opción es H y siguientes, exceptuando K (cuerpos), N (naturales), R (reales), I (identidad o irracionales), Q (racionales) y Z (enteros) o cualquier otra que origine falta de claridad expositiva.
- Los elementos de grupo se representan con letras minúsculas: a, b, c, d, f, g... 
  - Los elementos simétricos respecto a uno dado, se representan con la misma letra marcados con macrón: {\displaystyle {\bar {a}},{\bar {b}},{\bar {c}},{\bar {d}},{\bar {f}},{\bar {g}},...}.
  - El elemento neutro se representa con la letra e.
- Para representar las leyes de composición internas, se suelen emplear los siguientes símbolos:

{\displaystyle \odot \;,\quad \circledcirc \;,\quad \oplus \;,\quad \ominus \;,\quad \circledast \;,\quad \otimes \;,\quad \oslash \;.}

### Notación multiplicativa
Es la notación más frecuente en los libros de texto:
- La operación se denomina producto o multiplicación. Dependiendo del contexto, se denota con alguno de los símbolos siguientes (entre otros):

{\displaystyle \cdot \;,\quad \bullet \;,\quad \ast \;,\quad \star \;,\quad \odot \;,\quad \times \;,\quad \otimes }
Lo más frecuente es la utilización del signo «por» ({\displaystyle \cdot }) o su elisión. El producto repetido de un elemento a consigo mismo se denota como
{\displaystyle \quad {\,\,\,\,\,\,\,\,\,\,\,\,\,\ n\,\,\,{\text{veces}}}}
{\displaystyle a^{n}=\overbrace {a\cdot a\cdot a\cdot ...\cdot a} }.
- Elemento neutro que pasa a denominarse elemento uno, y se denota por {\displaystyle 1} en lugar de {\displaystyle e}. Cuando puede existir confusión entre dos o más grupos, se denota el símbolo del neutro con un subíndice, como en {\displaystyle 1_{G}}, para referirse específicamente al uno del grupo {\displaystyle G}.
- Elemento simétrico: En los grupos multiplicativos se denomina elemento inverso y su notación es {\displaystyle x^{-1}}. La división de dos números, simbolizada por signos como ({\displaystyle :}) o ({\displaystyle /}), se define como el producto de un número por el inverso del otro. Las notaciones del tipo {\displaystyle {\frac {a}{b}}} o {\displaystyle a/b} suelen reservarse para grupos numéricos (en general, abelianos) pues de otro modo podría dar lugar a confusión entre {\displaystyle a^{-1}\cdot b} y {\displaystyle b\cdot a^{-1}}, que pueden diferir[12]. En general, para el inverso es preferible la notación {\displaystyle a^{-1}}, antes que {\displaystyle 1/a}.

### Notación aditiva
La notación aditiva se emplea exclusivamente para grupos abelianos:
- Como símbolo de la operación se emplea el de la suma, {\displaystyle +}. La suma repetida de un elemento a consigo mismo se denota como[15]

{\displaystyle \quad {\,\,\,\,\,\,\,\,\,\,\,\,\,\,\,\ n\,\,\,{\text{veces}}}}
{\displaystyle na=\overbrace {a+a+a+...+a} }.
- El elemento neutro para la adición se denota por {\displaystyle 0}, en lugar de {\displaystyle e}, y se denomina cero o elemento nulo. Cuando puede existir confusión entre dos o más grupos, se denota el símbolo del cero con un subíndice, como en {\displaystyle 0_{G},} para referirse específicamente al cero del grupo {\displaystyle G}.
- El simétrico de un elemento {\displaystyle x} se denota como {\displaystyle -x}. En este contexto se le denomina elemento opuesto o negativo de {\displaystyle x}. En aplicación rigurosa de la notación aditiva se debería escribir {\displaystyle x+(-y)}, pero frecuentemente se utiliza {\displaystyle x-y}, donde la resta de dos números se define como la suma del primero más el opuesto del segundo. En cualquier grupo, el opuesto de {\displaystyle -x} es {\displaystyle x}, y por tanto se tiene que {\displaystyle -(-x)=x.}

En lo anterior no se asume que {\displaystyle x} sea positivo y que {\displaystyle -x} sea negativo porque, entre otras razones, en algunos grupos en lo que se utiliza la notación aditiva no existe una noción intrínseca del signo del elemento, como por ejemplo en los números complejos o en los vectores.

## Conceptos y resultados principales

### Resultados elementales
De la definición de la estructura de grupo, basada solamente en los cuatro axiomas mencionados antes, se derivan directamente varias consecuencias inmediatas:
- El elemento neutro del grupo es único.[16]

| Demostración |
| Sea G un grupo que tiene dos elementos identidad, denotados e1 y e2. Aplicando la definición, como el primero de ellos es la identidad: e1e2 = e2. Pero también el segundo es la identidad, y por tanto e1e2 = e1. Como el producto de dos elementos es único, se sigue que e1 = e2. |

- Cada elemento de un grupo tiene un único elemento simétrico.

| Demostración |
| Sea {\displaystyle {x}} un elemento arbitrario de un grupo G. Supongamos que este elemento tiene dos inversos, denotados {\displaystyle {\bar {x}}} y {\displaystyle {\tilde {x}}}. Aplicando la definición de elemento simétrico: {\displaystyle {x}{\bar {x}}=e}. Multiplicando ambos lados de la igualdad por la izquierda por {\displaystyle {\tilde {x}}} se obtiene {\displaystyle {\tilde {x}}{x}{\bar {x}}={\tilde {x}}}. Pero como {\displaystyle {\tilde {x}}{x}=e}, simplificando estos términos en el lado izquierdo resulta {\displaystyle {\bar {x}}={\tilde {x}}}, con lo que ambos inversos son el mismo elemento. |

- Propiedad cancelativa: dados tres elementos arbitrarios a, b y c de un grupo G:[17]
  - ac = bc implica que a = b, y
  - ab = ac implica que b = c.

| Demostración |
| En la primera igualdad, multiplicando ambos miembros por la derecha por el inverso de c (que existe en G): {\displaystyle ac\ c^{-1}=bc\ c^{-1}\implies ae=a=b=be} En la segunda igualdad se obtiene un resultado análogo, al multiplicar por la izquierda por el inverso de a. Este argumento hace uso de la propiedad asociativa al cambiar el orden de evaluación {\displaystyle (ac)\ c^{-1}=a\ (c\ c^{-1})}. |

- Dados dos elementos cualesquiera {\displaystyle A} y {\displaystyle B} de un grupo G, la ecuación {\displaystyle Ax=B} tiene solución en G y es única.[16]

| Demostración |
| Premultiplicando ambos lados de la ecuación por {\displaystyle A^{-1}} se obtiene {\displaystyle A^{-1}Ax=A^{-1}B}. En consecuencia existe una solución {\displaystyle x=A^{-1}B}. Además es única, pues si existe otro elemento {\displaystyle y} tal que {\displaystyle Ay=B} entonces {\displaystyle Ax=Ay}. Cancelando {\displaystyle A} se deduce que {\displaystyle x=y}. |

### Subgrupos
Dado un grupo G, se dice que un subconjunto H es un subgrupo de G si, considerando la restricción de la operación en G a los elementos de H, se satisfacen los axiomas de grupo. En la práctica ello significa que es cerrado (el producto de dos de sus elementos está en el subgrupo) y que contiene los inversos de todos sus elementos.
Dado un subgrupo H del grupo G, se definen las clases laterales izquierdas de H en G como los conjuntos de la forma
{\displaystyle aH=\{ah\mid h\in H\}}.
De manera análoga se definen las clases laterales derechas {\displaystyle Ha}. Las clases laterales son clases de equivalencia, y por tanto determinan una partición de G. Un subgrupo se denomina normal si sus clases laterales izquierdas y derechas coinciden.

### Orden del grupo y sus elementos
Un grupo puede tener infinitos elementos, como por ejemplo, el grupo aditivo de los enteros, o por el contrario tener un número finito de elementos. En un grupo finito (cuyo conjunto subyacente es finito), se define el orden del grupo como el número de sus elementos. Dado un elemento a de un grupo, se define el subgrupo generado por a como el conjunto de elementos obtenidos por multiplicación repetida de a o su inverso. Cuando este subgrupo es finito, de orden k, se dice que el orden de a es k. Este es el menor número positivo tal que {\displaystyle a^{k}=e}. En otro caso se dice que a es de orden infinito.
El orden de los elementos y el orden de los subgrupos de un grupo finito divide al orden del grupo (teorema de Lagrange). Este resultado es consecuencia de que las clases laterales de un subgrupo tienen todas el mismo cardinal, igual al del subgrupo.

### Homomorfismos de grupos
De entre todas las funciones que se pueden definir entre dos grupos G y H, de especial interés son aquellas compatibles con la operación interna de cada uno de ellos: se dice que una aplicación {\displaystyle \phi \colon G\to H} es un homomorfismo (de grupos) si para todo par de elementos {\displaystyle a} y {\displaystyle b} de {\displaystyle G} se verifica
{\displaystyle \phi (ab)=\phi (a)\phi (b)\,}
donde se ha utilizado la convención de escribir {\displaystyle ab} para indicar la operación de a con b en G, y {\displaystyle \phi (a)\phi (b)} la operación de {\displaystyle \phi (a)} con {\displaystyle \phi (b)} en H.
Un homomorfismo de grupos biyectivo se denomina isomorfismo. Cuando existe un isomorfismo entre dos grupos, se dice que estos son isomorfos, en cuyo caso su estructura es idéntica, y solo se diferencian entre sí por los símbolos utilizados para denotar los elementos y la operación.

## Ejemplos de algunos grupos notables
Típicamente, la suma de números y de otros tipos de objetos matemáticos se puede describir mediante un grupo abeliano:
- Los grupos aditivos de los números enteros, racionales, reales y complejos:

{\displaystyle (\mathbb {Z} ,+)\subset (\mathbb {Q} ,+)\subset (\mathbb {R} ,+)\subset (\mathbb {C} ,+)}.
- Los grupos aditivos de los vectores libres de dimensión n con componentes reales {\displaystyle (\mathbb {R} ^{n},+)} o complejos {\displaystyle (\mathbb {C} ^{n},+)}.
- Los grupos aditivos de las matrices de orden m x n con entradas en un anillo {\displaystyle {\mathcal {A}}} arbitrario: {\displaystyle ({\mathcal {M}}_{m\times n}({\mathcal {A}}),+)}.
- El grupo aditivo de sucesiones de números reales, con la suma término a término: {\displaystyle (\mathbb {R} ^{\mathbb {N} },+)}.
- Las clases de restos módulo n con la suma módular, {\displaystyle \mathbb {Z} /n\mathbb {Z} }, forman un grupo finito de orden n. Por ejemplo, el grupo {\displaystyle \mathbb {Z} /12\mathbb {Z} } representa las horas en la esfera de un reloj, donde 12+1=1 (12 es la identidad del grupo).

Igualmente, el producto de ciertas entidades matemáticas les dota de estructura de grupo, no siempre abeliano. No obstante, se deben excluir los elementos que carecen de inverso multiplicativo (como el número cero):
- Los grupos multiplicativos de los números racionales, reales y complejos (excluyendo el cero, lo que se denota con el superíndice {\displaystyle \square ^{\times }}):

{\displaystyle (\mathbb {Q} ^{\times },\cdot )\subset (\mathbb {R} ^{\times },\cdot )\subset (\mathbb {C} ^{\times },\cdot )}.
- En los números enteros, el grupo multiplicativo de los enteros que tienen inverso (lo que se denomina en general, en cualquier anillo unitario, su grupo de unidades):

{\displaystyle U(\mathbb {Z} )=(\{-1,1\},\cdot )}.
- El 4-grupo de Klein, es el grupo abeliano generado por dos elementos de orden dos que conmutan. Viene dado por generadores y relaciones según la expresión siguiente.  {\displaystyle K=\langle a,b\ |\ a^{2}=b^{2}=1,\ ab=ba\rangle }. Como conjunto, {\displaystyle K=\{1,a,b,ab\}}. Además, este grupo es isomorfo a {\displaystyle \mathbb {Z} /2\mathbb {Z} \times \mathbb {Z} /2\mathbb {Z} } pues no tiene elementos de orden 4 y todo grupo abeliano de orden 4 debe ser isomorfo a {\displaystyle \mathbb {Z} /4\mathbb {Z} } (en cuyo caso habría un único elemento de orden 4) o bien isomorfo a {\displaystyle \mathbb {Z} /2\mathbb {Z} \times \mathbb {Z} /2\mathbb {Z} }, que es el caso (véase el teorema fundamental de grupos abelianos finitos).

- Las matrices cuadradas de orden n con coeficientes reales y determinante distinto de cero (por tanto invertibles) forman un grupo con el producto matricial, que no es conmutativo cuando n>1. Se denomina grupo general lineal y se denota {\displaystyle GL(\mathbb {R} ,n)} o bien {\displaystyle {GL}_{n}(\mathbb {R} )}.
- Las sucesiones de números reales positivos con el producto término a término {\displaystyle ((\mathbb {R} ^{+})^{\mathbb {N} },\cdot )}.
- El grupo multiplicativo de los números complejos de módulo 1: {\displaystyle (\{z\in \mathbb {C} \mid |z|=1\},\cdot )}.
- En las clases de restos módulo n con la multiplicación modular, se define su grupo multiplicativo como el conjunto de las clases coprimas con n. Por ejemplo, en {\displaystyle \mathbb {Z} /6\mathbb {Z} }, el grupo multiplicativo está formado por las clases de restos {\displaystyle \{1,5\}}. Si n es primo entonces el grupo multiplicativo contiene a todos los elementos excepto la identidad, con lo que su orden es n-1.

Otros ejemplos de grupos (típicamente no conmutativos) se obtienen al considerar grupos de transformaciones de un espacio X (funciones biyectivas de X en sí mismo), donde la operación es la composición de aplicaciones y el elemento neutro es la función identidad:
- El grupo simétrico: el grupo que contiene todas las transformaciones de un espacio X.
- El grupo de los movimientos del espacio o grupo de isometría del espacio euclídeo.
- El grupo de las semejanzas del plano o el grupo de las afinidades de una recta (las aplicaciones de la forma {\displaystyle x\mapsto ax+b} con a distinto de cero).
- El grupo de Galileo, formado por las transformaciones del espacio-tiempo en mecánica clásica. En la teoría de la relatividad, el equivalente es el grupo de Lorentz, que es a su vez subgrupo del grupo de Poincaré, este último de interés en teoría cuántica de campos.

## Tipos de grupos
Dependiendo de los conjuntos generadores de un grupo, se pueden distinguir los grupos finitamente generados, que son aquellos que cuentan con un conjunto generador finito. Un contraejemplo es el grupo de los números reales bajo la suma {\displaystyle (\mathbb {R} ,+)}, que no está generado por ninguno de sus subconjuntos finitos. Todo grupo finito está finitamente generado, pero el recíproco no es cierto, como en el caso de los grupos libres o los grupos abelianos libres. El grupo finito de menor orden es el grupo trivial, que contiene un solo elemento, luego necesariamente es la identidad. Todos los grupos contienen al grupo trivial como subgrupo.
Los grupos finitamente generados más elementales son los grupos cíclicos, en los que un solo elemento basta para generar el grupo. Un ejemplo es el grupo aditivo de los enteros {\displaystyle (\mathbb {Z} ,+)}, que está generado por el 1 (o alternativamente por el -1, lo cual muestra que no hay necesariamente un único elemento generador). Salvo isomorfismo, todo grupo cíclico infinito es isomorfo a éste, mientras que los cíclicos finitos son isomorfos a {\displaystyle \mathbb {Z} /n\mathbb {Z} }, para cierto número natural n igual al orden del grupo.
Los grupos en los que se verifica la propiedad conmutativa se denominan grupos abelianos (o conmutativos). En ellos, el subconjunto de los elementos de orden finito (llamados elementos de torsión) forman un subgrupo: el subgrupo de torsión. Cuando ningún elemento distinto de la identidad es de torsión, se dice que es un grupo libre de torsión. El teorema de estructura de grupos abelianos finitamente generados establece que cualquiera de estos grupos es producto directo de un grupo libre de torsión, producto de varias copias de {\displaystyle \mathbb {Z} }, (salvo que sea finito) y de su subgrupo de torsión (producto de grupos cíclicos finitos o bien trivial).
Un grupo topológico es un espacio topológico dotado además de estructura de grupo, compatible con la topología (es decir, que tanto la operación del grupo como la inversión son funciones continuas). Si además tiene estructura de variedad diferenciable, entonces se denomina grupo de Lie. Otros grupos topológicos son los grupos dicretos, que son aquellos dotados de la topología discreta (en la que cada elemento es aislado). Ejemplos de estos últimos son los grupos kleinianos, los fuchsianos o los triangulares, entre otros.
Cuando un grupo carece de subgrupos normales propios se denomina grupo simple. En ocasiones (p.e. en los grupos finitos) es posible descomponer un grupo en grupos simples, llamados grupos factores, por medio de una serie de composición. Cuando existe, esta serie es única, pero dos grupos con la misma serie no son necesariamente isomorfos. Si todos los factores son grupos abelianos se dice que el grupo es resoluble.